# Eusarca superaria
Eusarca superaria är en fjärilsart som beskrevs av Achille Guenée 1858. Eusarca superaria ingår i släktet Eusarca och familjen mätare. Inga underarter finns listade i Catalogue of Life.